# Liste der Monuments historiques in Prény
Die Liste der Monuments historiques in Prény führt die Monuments historiques in der französischen Gemeinde Prény auf.

## Liste der Immobilien
| Bezeichnung      | Beschreibung                                            | Standort                | Kennzeichnung | Schutzstatus   | Datum     | Bild           |
| ---------------- | ------------------------------------------------------- | ----------------------- | ------------- | -------------- | --------- | -------------- |
| Château de Prény | Ruine einer Höhenburg, 10. Jahrhundert, 1636 geschleift | 2 rue du Château (Lage) | PA00106353    | Classé Inscrit | 1862 2001 | weitere Bilder |

## Liste der Objekte
| Bezeichnung               | Beschreibung           | Standort                       | Kennzeichnung | Schutzstatus | Datum | Bild |
| ------------------------- | ---------------------- | ------------------------------ | ------------- | ------------ | ----- | ---- |
| Skulptur Madonna mit Kind | Stein, 15. Jahrhundert | in der Kirche St-Pierre (Lage) | PM54000769    | Classé       | 1908  |      |
| Pietà                     | Stein, 16. Jahrhundert | in der Friedhofskapelle (Lage) | PM54000770    | Classé       | 1908  |      |